# Maison Carrée
La Maison Carrée (lett. Casa Quadrata) è un tempio romano, uno dei templi antichi meglio conservati, che si trova a Nîmes (Nemausus), nella Francia meridionale. Dal 1840 è classificato monumento storico di Francia.

## Storia
Venne costruito tra il 19 e il 16 a.C. da Marco Vipsanio Agrippa e venne dedicato ai figli dello stesso Agrippa e di Giulia, figlia di Augusto, Gaio e Lucio Cesare, adottati dal nonno come propri eredi e che morirono entrambi in giovane età. Il testo dell'iscrizione di dedica venne ricostruito dallo studioso locale Jean-François Séguier nel 1758 sulla base dei fori lasciati dalle originarie lettere in bronzo, asportate in epoca medioevale. La dedica era: «A Gaio Cesare, figlio di Augusto, console; a Lucio Cesare, figlio di Augusto, console designato; ai principi della gioventù».
Marco Vipsanio Agrippa venne influenzato dalle opere già realizzate a Roma, come il tempio di Apollo sotto il Campidoglio.
Il tempio deve il suo ottimo stato di conservazione al fatto di essere stato riutilizzato come chiesa cristiana nel IV secolo. In seguito divenne sede di diverse istituzioni pubbliche cittadine, il che comportò pesanti trasformazioni. Durante la sua storia divenne persino una stalla, durante la Rivoluzione francese. Dal 1823 è divenuta un museo. 
Dal 2006 la Maison Carrée è gestita dalla società Culturespaces, la quale ha trasformato la sala interna in una sala di proiezioni cinematografiche. Attualmente viene trasmesso quotidianamente un film in stile docu-fiction dal titolo Nemausus sulla storia della città di Nîmes.
Nel maggio 1993 è stato inaugurato, nel piazzale antistante il tempio, il Carré d'Art, museo di arte contemporanea progettato dell'architetto britannico Norman Foster.

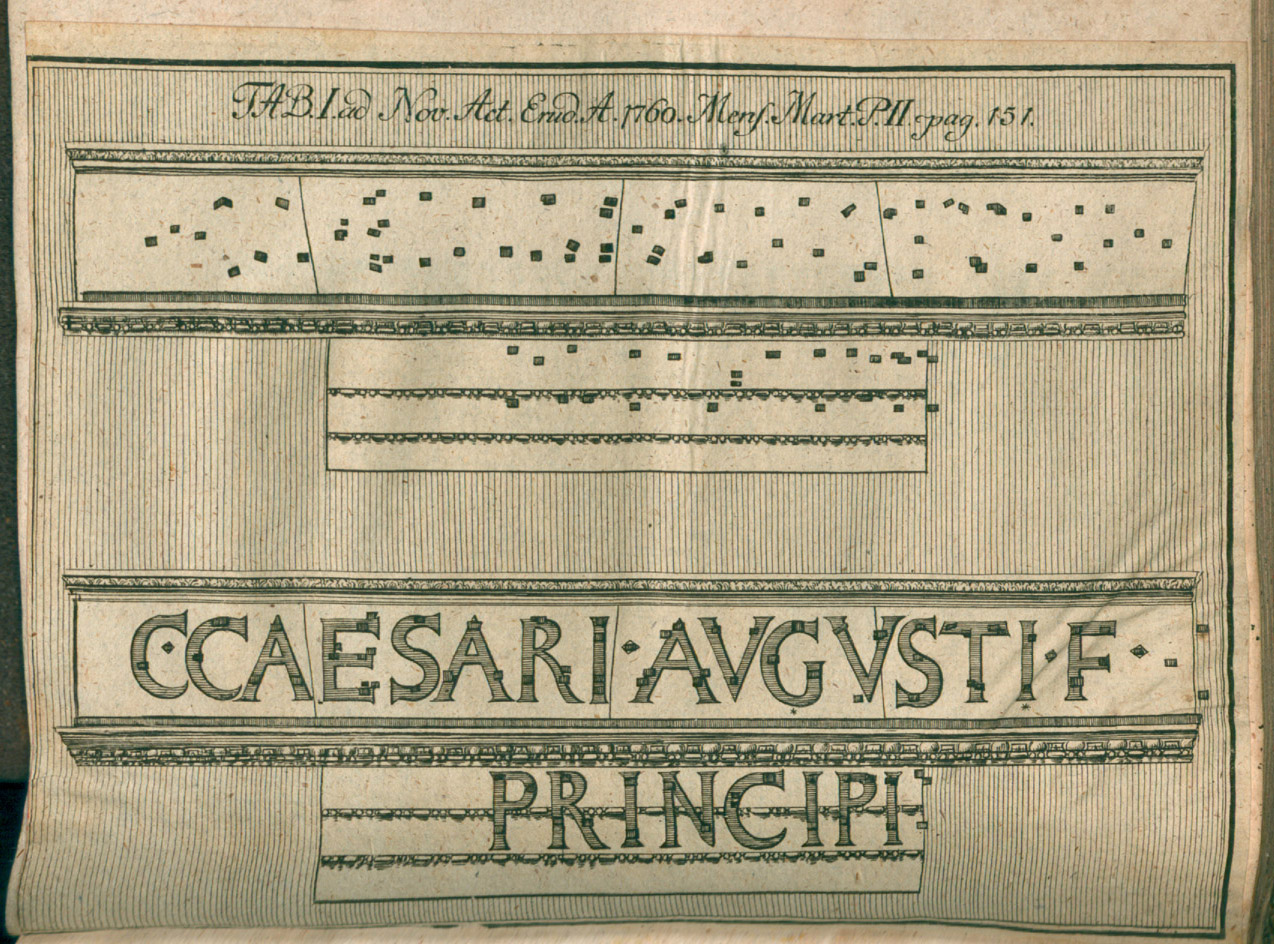
Illustrazione alla recensione pubblicata sugli Acta Eruditorum del 1760 relativa alla Dissertation sur l'ancienne inscription de la Maison-Carrée de Nismes.

Il 18 settembre 2023 è stata iscritta nella Lista dei patrimoni dell'umanità dell'UNESCO dalla quarantacinquesima sessione del Comitato del patrimonio mondiale riunito a Riad.

## Descrizione

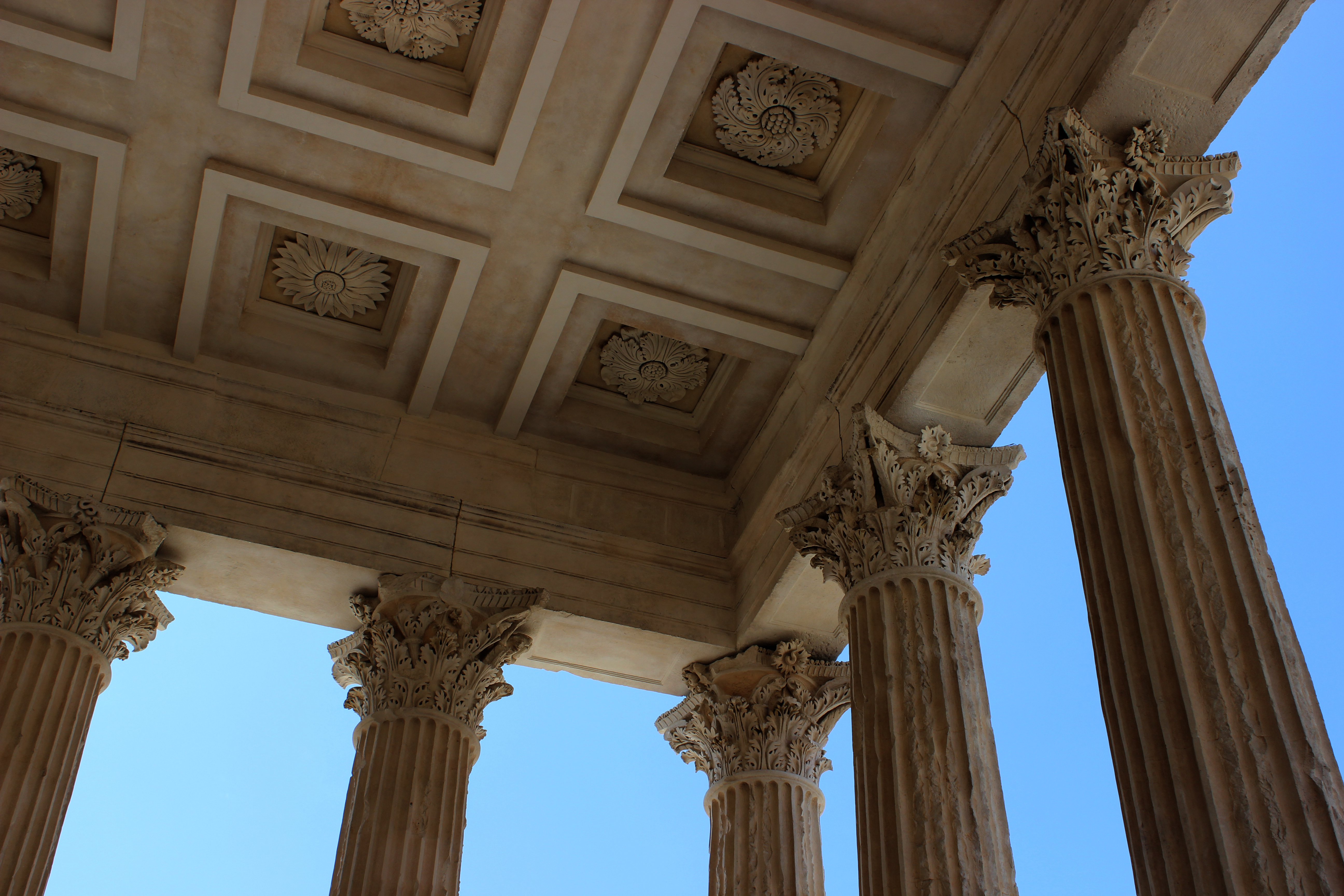
Il soffitto a cassettoni del pronao.

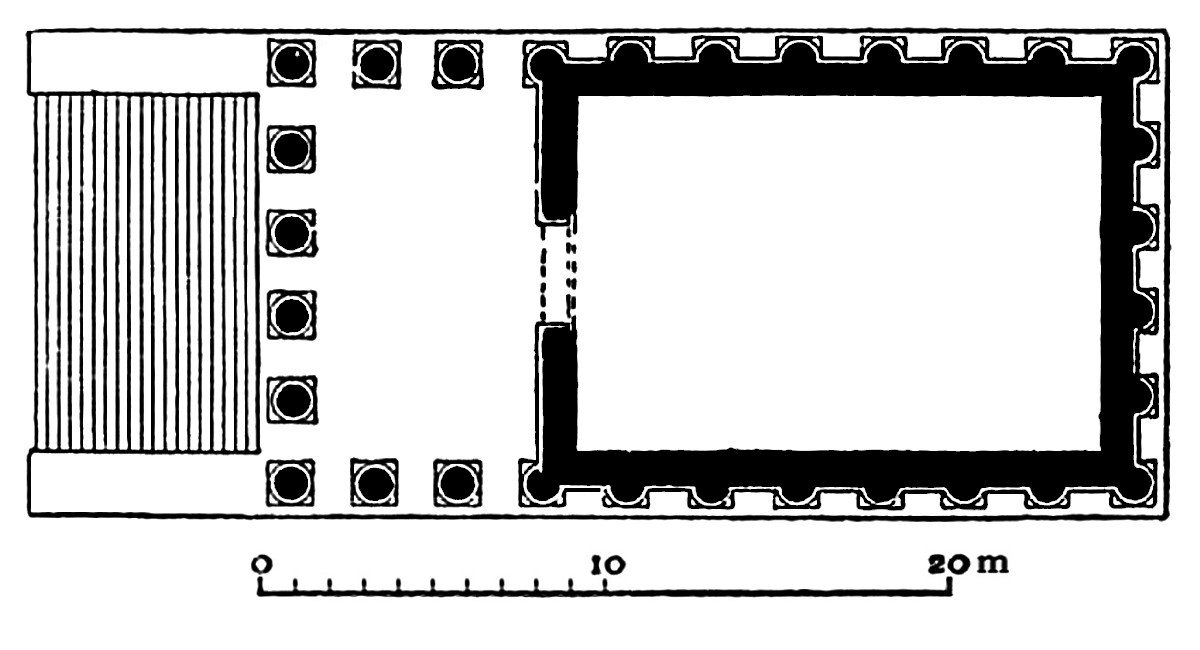
la pianta dell'antico tempio.

Il suo nome in francese (letteralmente "Casa quadrata") è dovuto all'utilizzo arcaico del termine carré con il significato di "quadrangolare", in questo caso "rettangolo", in riferimento alla pianta dell'edificio. Le dimensioni sono 26 m di lunghezza, 13 m di larghezza e 17 m di altezza.
Il tempio è innalzato su un podio di 2,85 m di altezza (26,42 x 13,54 m), dominando l'antica piazza del Foro cittadino. Al podio si accedeva per mezzo di una scalinata di 15 gradini, ricostituita con alcuni degli elementi antichi.
È un tempio pseudoperiptero esastilo, con pronao particolarmente profondo (circa un terzo della lunghezza complessiva); presenta sei colonne in facciata e tre colonne libere sui fianchi, che proseguono con otto semicolonne sui lati e sul retro della cella.
Le colonne con fusti scanalati hanno capitelli corinzi, che sostengono una trabeazione riccamente decorata, comprendente una cornice con mensole e un fregio con girali d'acanto. Sulla facciata la cornice forma un frontone e l'iscrizione dedicatoria con lettere in bronzo occupava lo spazio di fregio e architrave. Un ampio portale (6,87 m di altezza e 3,27 m di larghezza), con mensole decorative sui lati, permette di accedere all'interno della cella, in origine rivestita da lastre di marmo.

## Restauro
L'edificio ha subito nel corso dei secoli ampie trasformazioni e fino al XIX secolo era inglobato in un più ampio complesso di edifici tra loro adiacenti, che furono demoliti quando il tempio venne trasformato in museo, ripristinando l'aspetto dell'edificio in epoca romana. Questo restauro venne ricordato in un'iscrizione incisa sul fianco ovest in latino. Il pronao venne restaurato agli inizi del secolo e venne rifatto il tetto; nel 1824 venne inoltre eseguita l'attuale porta.

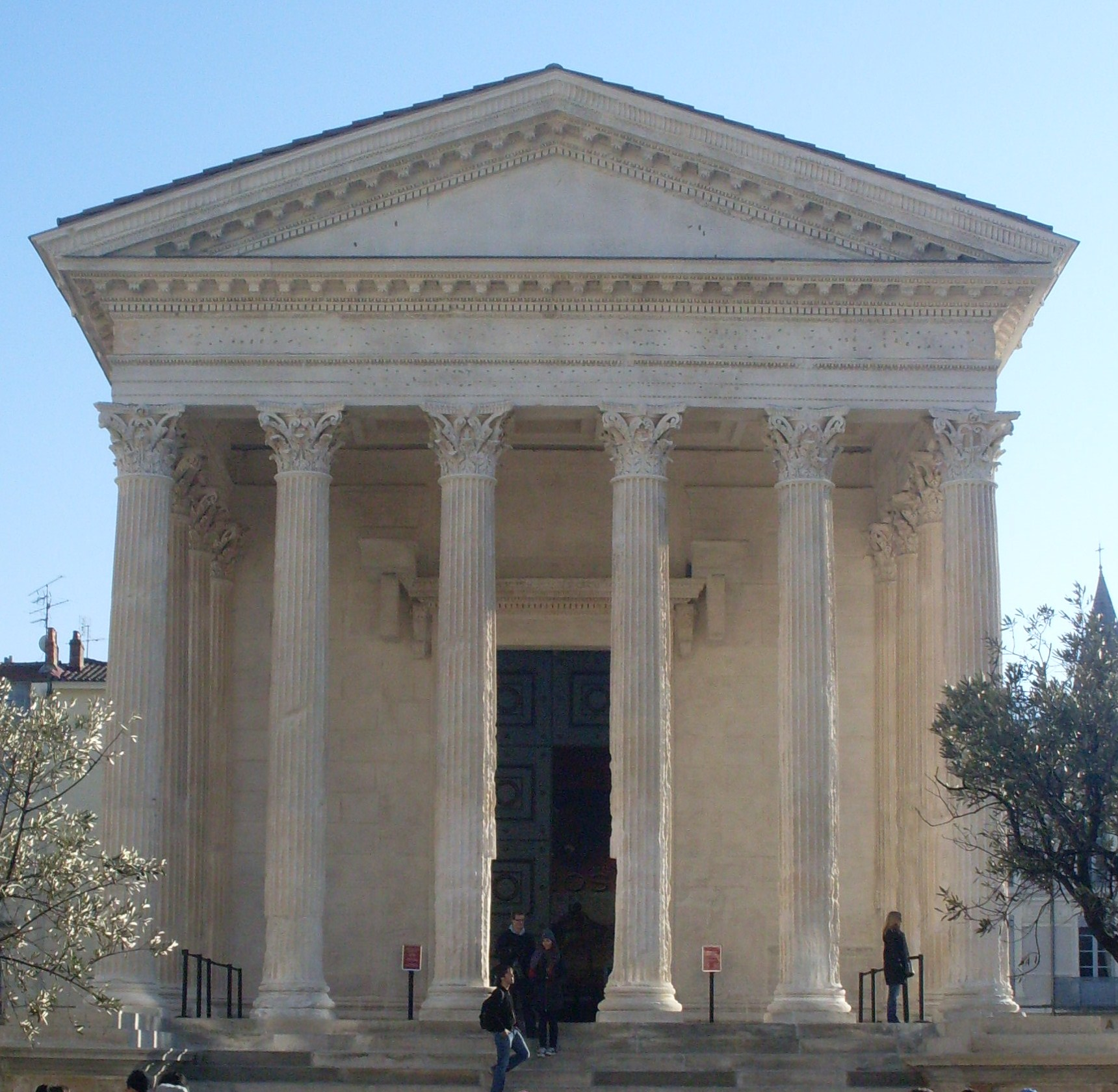
Le snelle colonne della facciata.

Un ampio restauro venne condotto negli anni 1988-1992: in tale occasione venne nuovamente rifatto il tetto e la piazza antistante venne liberata dalle costruzioni successive, permettendo di rivelare i contorni della piazza del Foro. Sul lato della piazza venne costruita ad opera di Norman Foster una galleria d'arte, conosciuta come "Carré d'Art", in netto contrasto stilistico con l'edificio romano, ma riprendendone alcuni elementi, come il pronao e le colonne, realizzate tuttavia in vetro e acciaio.
In questo tempio si fondono in una concezione unitaria i modelli provenienti dalla grande architettura augustea di Roma con alcune particolarità dovute alle maestranze locali. L'edificio è concepito ad imitazione del tempio di Apollo in Circo, ma subisce anche l'influenza della decorazione del successivo tempio di Marte Ultore nel Foro di Augusto, nella quale si era tradotta simbolicamente l'ideologia del nuovo principato augusteo e che venne quindi esportata nelle realizzazioni delle province. Nei capitelli e nella trabeazione alcuni particolari testimoniando l'opera di maestranze locali.
La Maison Carrée ha ispirato la neoclassica Chiesa della Madeleine, a Parigi.